# Веселковий прапор

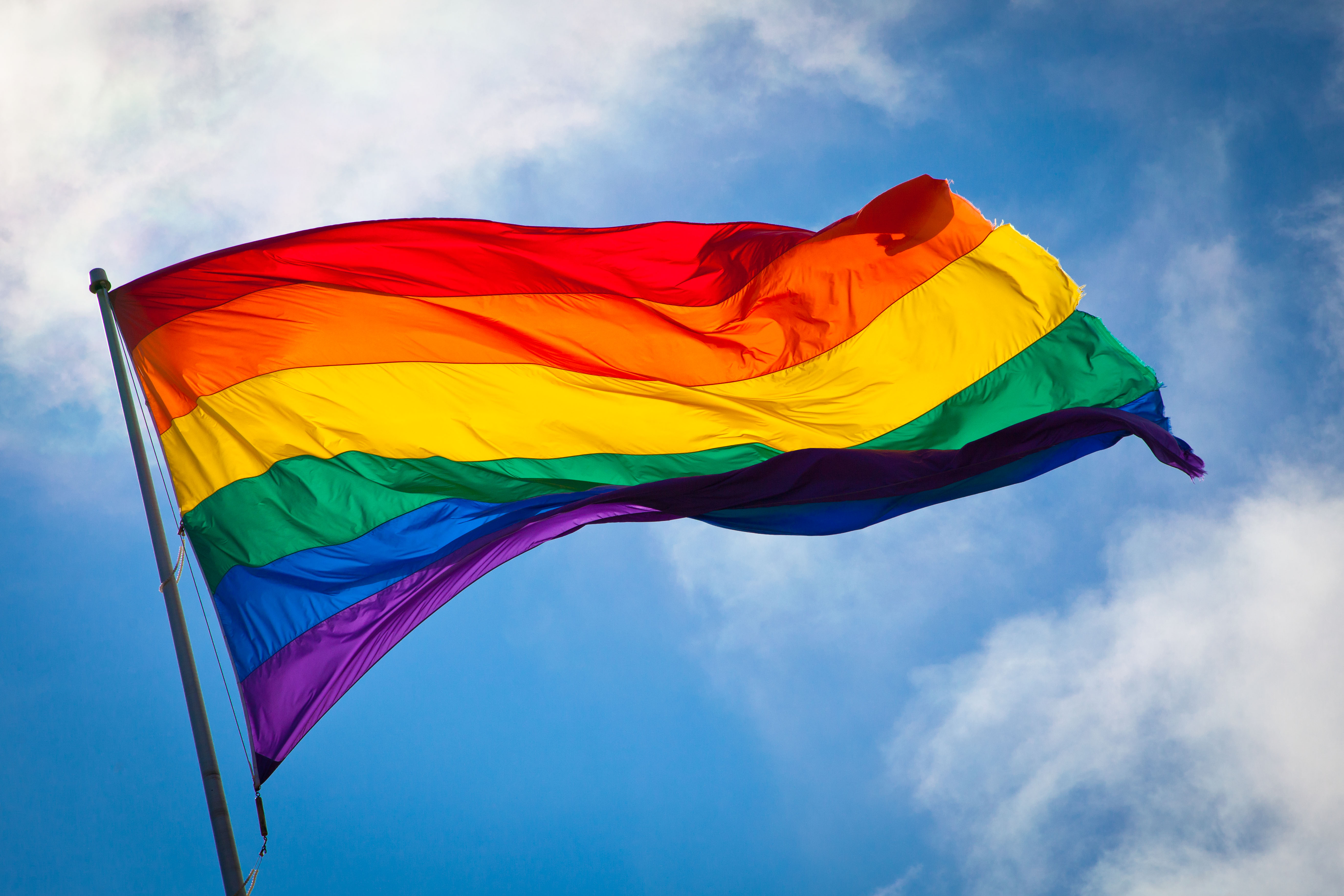
Один з варіантів веселкового прапора

Весе́лко́вий, або ра́йдужний, пра́пор (англ. Rainbow flag) — різнокольоровий прапор, що складається з палітри веселки. Зустрічаються різні варіанти прапора, але всі вони засновані на зміні кольорів: червоний, помаранчевий, жовтий, зелений, блакитний, синій і фіолетовий.
Веселкові барви відомі в різних культурах, оскільки походять від природнього явища — веселки. Прапор із барвами веселки використовується у всьому світі різними організаціями, рухами, територіальними регіонами та державами: наприклад, «Прапор миру» (символ руху за мир), прапор руху корінних народів Америки, прапор штату Пернамбук у Бразилії, прапор перуанського міста Куско, яке було столицею Імперії Інків. Сьогодні одним з найбільш відомих варіантів є «Прайд-прапор» (символ ЛГБТ-руху).  Схожість дизайну нерідко призводить до плутанини.

## Історія

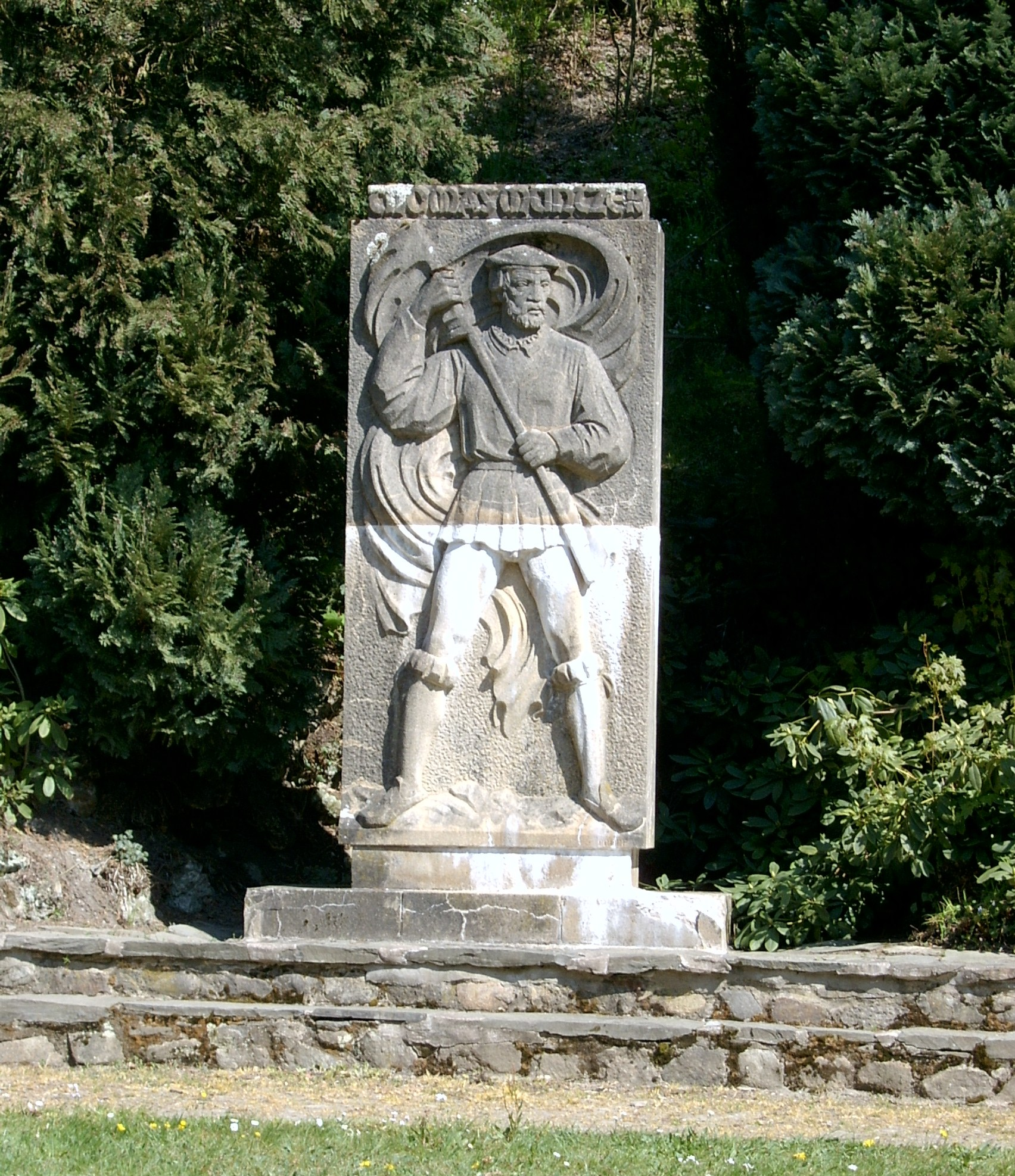
Пам'ятник Томасу Мюнцеру з райдужним прапором в Штольбергу

Поряд з іншими небесними явищами веселка є одним з древніх символів людства. Так, в скандинавської міфології веселка вважається мостом, що з'єднує світ людей зі світом богів. У ведійській міфології вона є луком бога-громовержця Індри. В давньогрецькій міфології веселка символізує вісницю богів Іриду. У міфології аборигенів Австралії веселковий змій є покровителем неба, води, родючості та шаманів. В Китаї у веселці розрізняють п'ять кольорів, з'єднання яких означає єдність інь і ян.
У Старому Завіті веселка з'явилась перед Ноєм після Всесвітнього потопу. Всесвітній потоп був накликаний Богом на людство як кара за розбещеність та блуд. Веселка, що з'явилась після дощу, який тривав сорок днів та ночей, стала символом укладення союзу між Богом і людством та нагадуванням про цю подію. Ця біблійна історія знайшла своє відображення в тлумаченні побудови прапорів деяких держав, наприклад Вірменії і Ефіопії. Під час німецької Селянської війни лідер повстання реформатор Томас Мюнцер вибрав веселку як знак вічного божественного союзу, як символ нового часу, надії та змін. У квітні 1525 року був виготовлений білий прапор завдовжки в 30 ліктів, на якому була розміщена веселка, а також напис: «Слово Бога вічне» (лат. Verbum Domini Manet in Aeternum). Відтоді на деяких прапорах Тюрингії також маються райдужні смужки.
У 1924 році відомий французький економіст Шарль Жид виготовив райдужний прапор для святкування Міжнародного дня кооперативів. Він підкреслював, що веселка символізує єдність та потужність світла, освіти і прогресу. Прапор став офіційним символом Міжнародного кооперативного альянсу в 1925 році. 2001 року майже столітній дизайн прапора був змінений через постійно виникаючі плутанини з іншими рухами. Деякі спільноти чи адміністративні одиниці, які використовують веселкові барви, вимушені модифікувати власну символіку задля уникнення асоціацій із ЛГБТ-рухом. Натомість ЛГБТ-спільнота виборює пріоритет використання веселкового прапора та заявляє, що їхній прапор є офіційним знаменом та визнається у всьому світі.
У другій половині XX століття набуло поширення так зване «Рух веселки», декларували прихильність ідеалам миру, любові, гармонії, свободи і співпраці. Його ідеологія та символіка були нібито засновані на древньому пророцтві північноамериканських індіанців (згодом воно виявилося містифікацією). Зрештою символ веселки став використовуватися в субкультурах: хіпі, нью-ейдж, екуменічних течій, містичних, екологічному рухах.

## Прапор ЛГБТ-спільноти

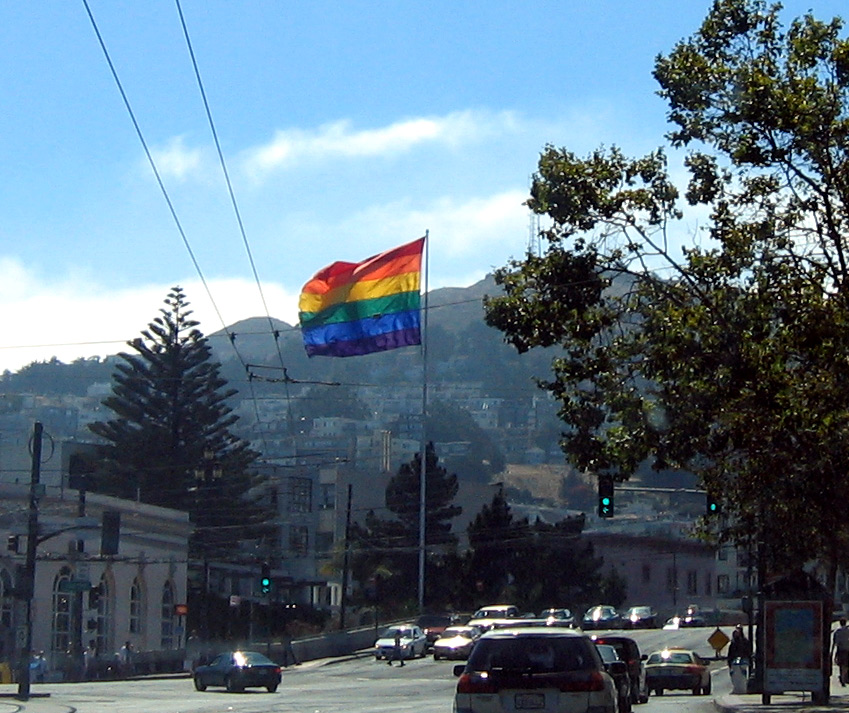
Площа Харві Мілка, Кастро, Сан-Франциско

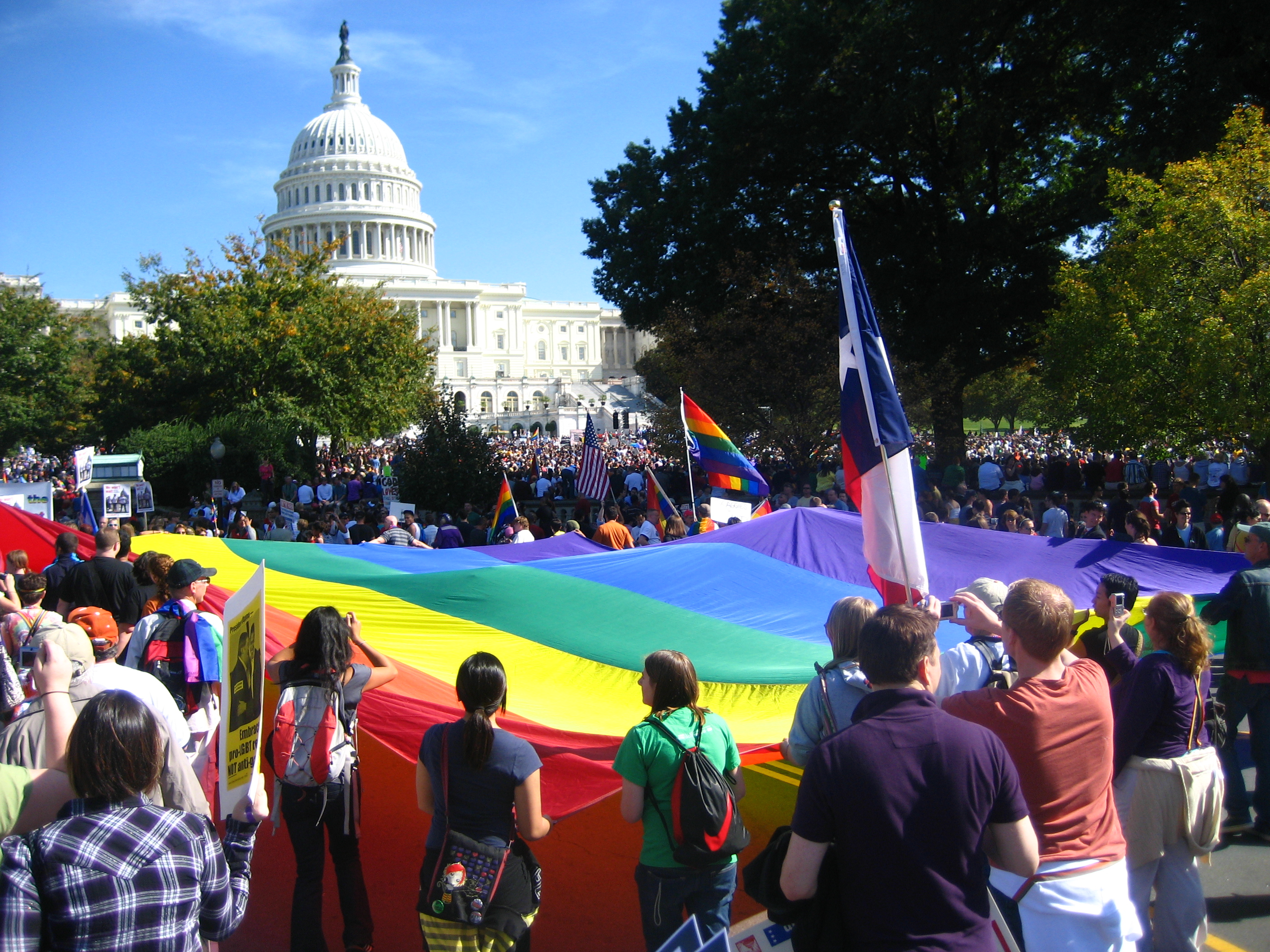
Національний марш рівності. Вашингтон, 11 жовтня 2009 року

### Попередники веселкового прапора
У процесі організації певних частин соціуму колір чи його комбінації відіграють функцію вираження приналежності до певної спільноти. У вікторіанській Англії, наприклад, зелений колір почав використовуватись у гомосексуальній культурі. Пурпуровий колір почав набирати популярності як символ гей-спільноти наприкінці 60-х років ХХ сторіччя. Часто після Стоунволлу гей-спільноту називали «Пурпурова сила».
- Чорний трикутник. Використовувася у концентраційних таборах нацистської Німеччини для позначення осіб, яких зараховували до асоціальних елементів. Чорний трикутник слугував для загального позначення асоціальних елементів у тодішній нацистській Німеччині (наприклад, безпритульних, алкоголіків, жебраків, ромів, сутенерів, повій, а також лесбійок). Тепер[коли?] чорний трикутник використовується як власний символ спільнотою лесбійок.
- Рожевий трикутник. Чоловіки-гомосексуали у концтаборах нацистської Німеччини становили окрему категорію. Для їх позначення використовували рожевий трикутник. З 1977 року «рожевий трикутник» був прийнятий ЛГБТ-спільнотою, як символ боротьби проти гноблення і почав активно використовуватись серед спільноти. «Рожевий трикутник» як гей-символ, отримав широке поширення на початку 1980-х років. Сьогодні у середовищі геїв він є символом гордості, бо раніше він був пов'язаний із переслідуванням людей за їх сексуальною орієнтацією.
- Знак Лямбда — 11-та буква грецького алфавіту. Лямбда стала символом ЛГБТ-спільноти у 70-х роках, коли активісти гей-спільноти обрали грецьку букву «L» для позначення «звільнення» (в оригіналі Liberation).

### Веселковий прапор ЛГБТ-спільноти
Веселковий прапор (ЛГБТ) (також відомий як Прайд прапор (англ. Pride flag), Прапор свободи (англ. Freedom flag)) є інтернаціональним символом спільноти лесбійок, геїв, бісексуалів і трансгендерів (скор. ЛГБТ-спільнота). Прапор складається з шести поздовжніх смуг, кольори яких йдуть відповідно до порядку барв веселки зверху вниз: червоний, помаранчевий, жовтий, зелений, синій і фіолетовий. Прапор використовується в ходах гей-прайдів та інших громадських акціях, вивішується в гей-кварталах, на будівлях ЛГБТ-організацій, «Гей-френдлі» закладів і так далі.
Прапор у середовищі ЛГБТ тлумачиться як символ єдності в різноманітності, краси і радості ЛГБТ-спільноти. Він є уособленням концепції «гей-прайду» і «відкритості». Автор веселкового прапора художник Ґілберт Бейкер так описав його значення:
| Первісна ідея веселкового прапора — звільнення. Можливість вирватися на свободу, вийшовши за рамки, створені страхом і прагненням «відповідати нормам», право заявити про свою сексуальність без сорому і боязні відплати з боку тих, хто диктує «етичні закони». Будь-яка революція починається зі слова «ні». Ні несправедливості, ні насильству, ні дискримінації, ні утискам, ні рабству, ні існуванню під гнітом постійного страху. Так — любові. Зухвалі кольори нашого прапора підтримують цю ідею протягом тридцяти років. Веселковий прапор живий тому, що представляє всіх нас у всьому нашому розмаїтті і красі… Кожен прапор символізує ідею. Райдужний прапор — це здоровий глузд і хоробрі дії. |

Веселковий прапор був розроблений Ґілбертом Бейкером спеціально для гей-прайду у Сан-Франциско 1978 році (англ. San Francisco Gay Freedom Day). Цей рік став для місцевої ЛГБТ-спільноти історичним — вперше в Каліфорнії відкритий гей Харві Мілк був обраний на політичний пост (як член міської наглядової ради). Водночас консерваторами штату була розгорнута компанія, спрямована на внесення дискриминирующих поправок в законодавство («Ініціатива Бріггса»). Ґілберт Бейкер відгукнувся на заклик активістів гей-руху створити яскравий символ, який би уособлював і консолідував ЛГБТ-спільноту. Художник особливо відзначає: «Коли я задумався про створення прапора для гей-руху, не було ніякого іншого міжнародного символу для нас, крім рожевого трикутника, яким нацисти ідентифікували геїв в концентраційних таборах. Хоча рожевий трикутник і раніше був потужним символом, але він все ж був нам нав'язаний».

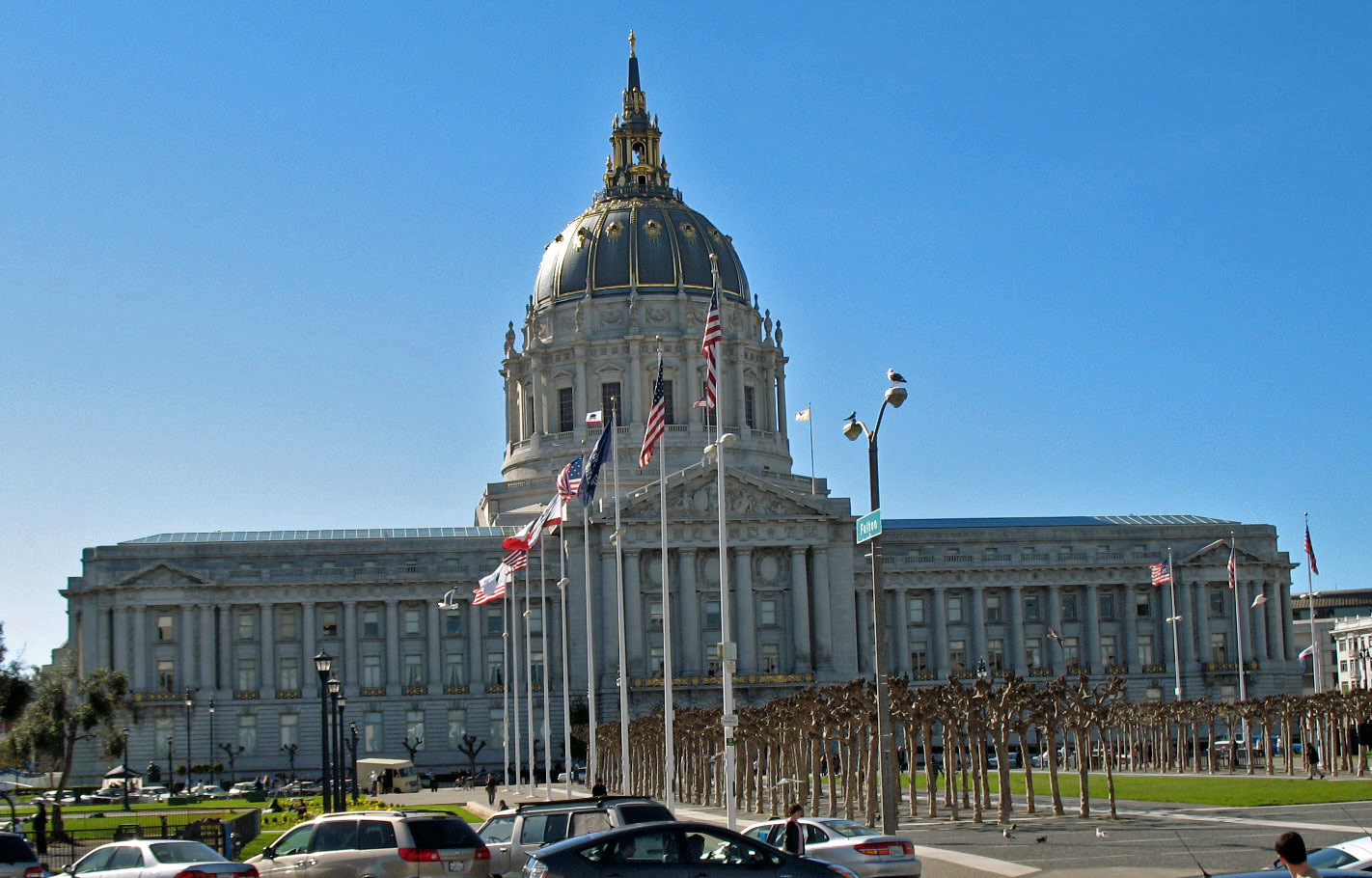
Сівік Сентер Сан-Франциско

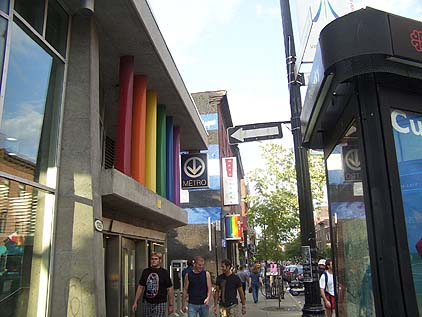
Веселковий декор станції Бодрі монреальского метро у гей-кварталі Льо Віляж

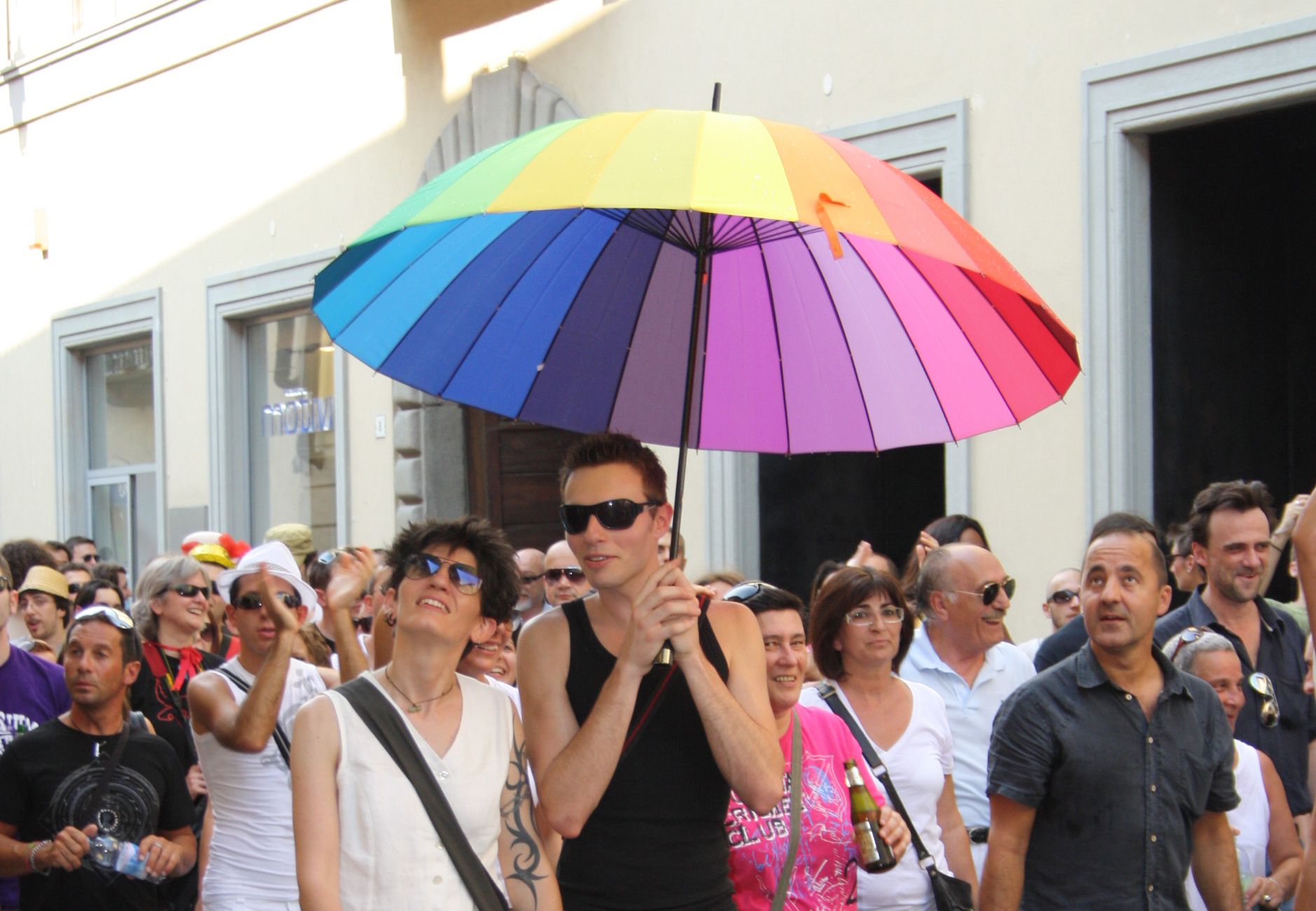
Райдужна парасолька на гей-прайді в Тревільо, Італія. 3 липня 2010 року

Ґілберт Бейкер з волонтерами вручну розфарбували і зшили два величезних полотна з мусліну. Прапор вперше був продемонстрований 25 червня 1978 року на ході гей-прайду, який зібрав рекордні 250 тисяч учасників. Ця дата згодом стала відзначатися як День веселкового прапора. Спочатку організатори мали намір вивісити полотна на флагштоках, розташованих на площі перед муніципалітетом Сан-Франциско, на якій повинна була закінчиться хода гей-прайду. Однак вони не змогли отримати на це дозвіл. Тоді активісти ранно вранці 25 червня підійняли прапори на флагштоках в північно-західній частині району Сівік Сентер Сан-Франциско (фото і мапа) на площі Об'єднаних націй (англ. United Nations Plaza), через яку проходив шлях колони гей-прайду.
| Я, звичайно, завжди пам'ятатиму 25 червня 1978 року, коли Харви їхав під велетенським веселковим прапором. Це був неймовірно радісний момент. Тоді усі відчували, що ми зібралися змінити світ.— Гілберт Бейкер |

Висловлюється припущення, що Бейкер при створенні прапора скористався ідеєю «прапору рас» руху афроамериканців за громадянські права, який проголосив преподобний Джессі Джексон: «Наш прапор є червоним, білим і синім, але наша нація райдужна — червона, жовта, коричнева, чорна і біла — і ми всі дорогоцінні в очах Бога». Згідно з іншою версією веселка була запозичена від хіпі, з чиїм районом тісно сусідив сан-Франциський гей-квартал Кастро. Деякі джерела вказують на можливий зв'язок з популярною в той час піснею Джуді Гарленд «Over the Rainbow», що отримала визнання як гей-гімн.
Спочатку за задумом художника прапор складався б з восьми смуг. Бейкер присвячував певне значення для кожного кольору:
| насичений рожевий — сексуальність      |
| червоний — життя                       |
| помаранчевий — здоров'я                |
| жовтий — сонячне світло                |
| зелений — природа                      |
| бірюзовий — магія/мистецтво            |
| індиго — спокій/гармонія               |
| фіолетовий — сила духу/духовне начало. |

Є кілька припущень, чому надалі з прапора були прибрані рожева, а потім бірюзова смуга, і при цьому індиго був замінений на синій. Зазначено, що після вбивства 27 листопада 1978 року політика і відкритого гея Гарві Мілка з подальшими виступами протесту популярність прапора різко зросла. За офіційною версією, зміни були внесені через економічні та технічні складнощі масового виробництва. Інші джерела вказують, що один з магазинів, щоб задовольнити збільшений попит, став продавати зі складів надлишки прапорів організації «Rainbow Girls», які не мали рожевої смуги. Видалення бірюзовою смуги, за однією з версій, сталося при підготовці до сан-Франциського гей-прайду 1979 року, коли в результаті дизайнерського рішення прапор «розщепили» щоб зробити обрамлення ходи з двох боків вулиці, але для цього він повинен був мати парне число смуг.
Шестикольоровий прапор поширився з Сан-Франциско у інші міста і став широковідомим символом ЛГБТ-спільноти в усьому світі. 1985 року Міжнародна асоціація геїв офіційно прийняла цей варіант. Згодом сам мотив веселки став самостійним символом ЛГБТ-спільноти, він став відтворюватися на одязі, парасольках, ювелірних прикрасах, сувенірах, логотипах ЛГБТ-організацій і так далі.
Існують різноманітні варіації веселкового прапора. Іноді до нього додають чорну смугу як нагадування про жертви СНІДу. ЛГБТ-активіст Леонард Метловіч, сам померлий в результаті ВІЛ-інфекції, заповідав видалити і спалити чорні смуги, коли буде знайдено ліки від захворювання. Деякі активісти (серед яких і Гілберт Бейкер) пропонують повернути прапору дві прибрані смуги. Часто на поле прапора додають різні знакові символи ЛГБТ-спільноти (рожевий чи чорний трикутники, лямбда, гендерні знаки). Існують варіації комбінацій прапору ЛГБТ-руху із національними і регіональними прапорами.
|                      |                     |                  |                      |                                 |
| Прайд-прапор України | Прайд-прапор Канади | Прайд-прапор ПАР | Прайд-прапор Іспанії | Прайд-прапор США («Нова слава») |

У 2011 році влада Мінська не дозволила використання прапору ЛГБТ на першому у Білорусі санкціонованому пікеті на захист прав ЛГБТ, мотивувавши заборону відсутністю у нього реєстрації. У березні 2011 року вболівальники «Зеніту» спалили райдужний прапор на виїзній грі в Нідерландах. Подібні скандали відбувалися в багатьох країнах світу, ряд з них мали, як наслідок, гучні судові процеси. У той же час демонстрація прапора ЛГБТ часто носить провокативний характер.

## Прапор руху за мир

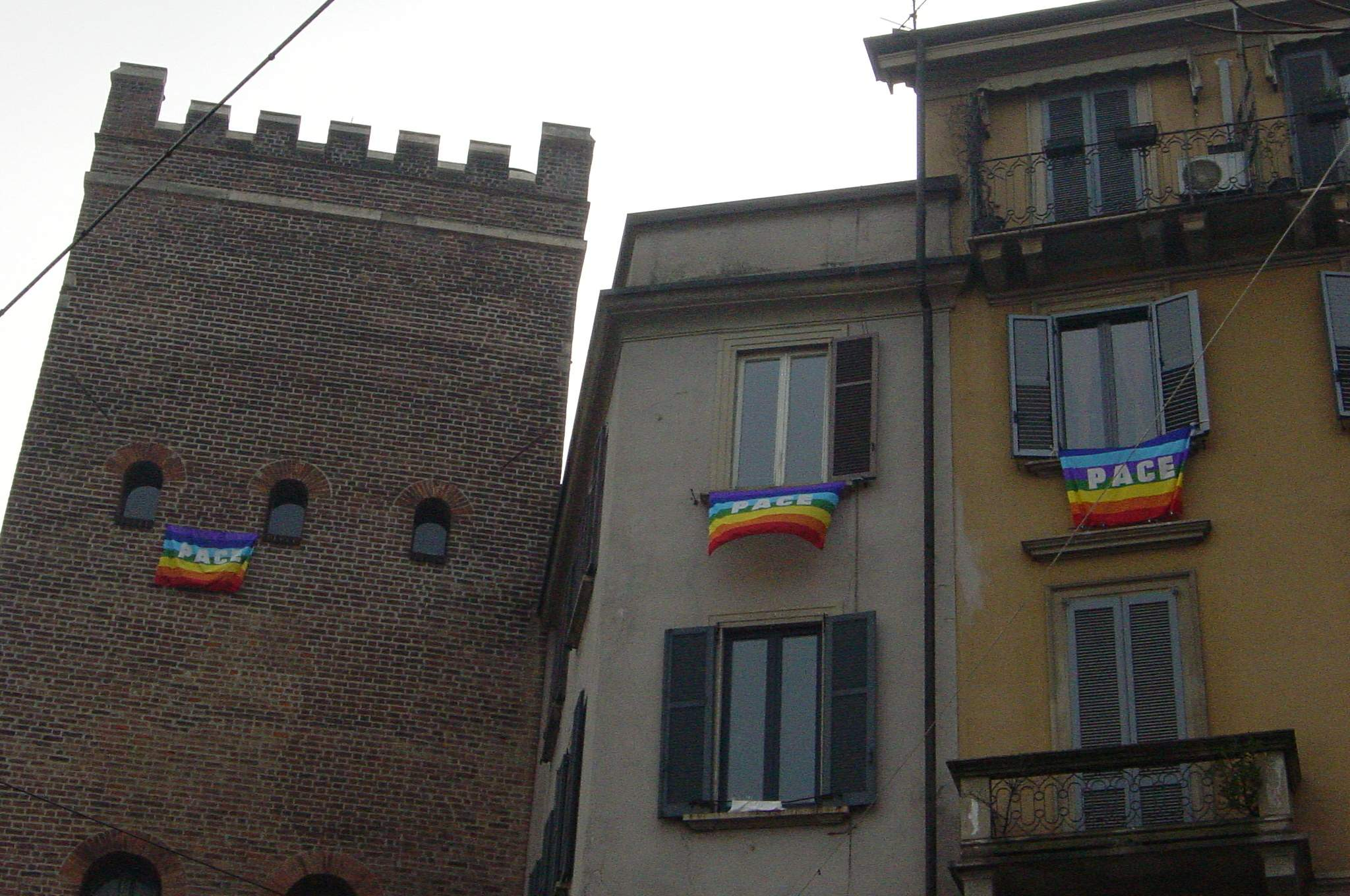
Протест проти війни в Іраку. Мілан, 18 березня 2003 року

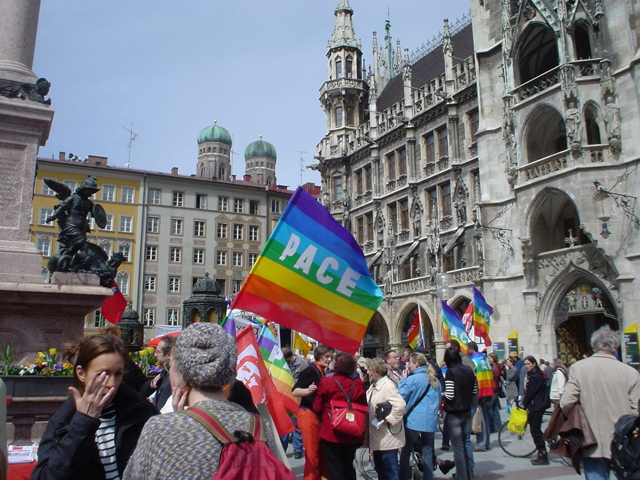
Марш за мир. Мюнхен, 15 квітня 2006 року

«Прапор світу» (італ. Bandiera della Pace) є одним із символів міжнародного руху за мир. Його автором вважається італійський філософ, теолог і гуманіст Альдо Капітіні, який продемонстрував райдужний прапор на першому марші за мир з Перуджі в Ассізі 24 вересня 1961 року. Веселка була обрана як символ святкування різноманітності і біблійний знак примирення. Вказується, що Капітіні побачив прототип свого прапора в 1958 році на демонстрації, організованій британським письменником і громадським діячем Бертраном Расселом. Є свідчення того, що райдужний прапор як знак миру було запропоновано вже в 1949 році і можливо було запозичене у кооперативного руху.
Сучасний найбільш популярний варіант прапора світу, запропонований італійськими комуністами в 1980-х роках, має сім кольорів, розташованих у зворотному природному порядку зверху вниз: фіолетовий, синій, блакитний, зелений, жовтий, помаранчевий, червоний. Іноді фіолетовий і синій міняються місцями. Посередині прапора поміщається напис «PACE» (італ. «Мир»). Залежно від мови напис може іноді варіюватися, наприклад: «PEACE» (англ.), «SHALOM» (іврит), «EIPHNH» (грец.) і так далі.
Під час війни в Іраку в 2003 році багато італійців пішли закликати за «Мир з усіх балконах» (італ. Pace da tutti i balconi) і в знак протесту вивісили прапори на балкони, вікна і стіни будинків. Ця кампанія мала широкий суспільний резонанс, райдужний прапор придбало велику популярність в Італії, а потім і по всій Європі. Одним із засновників нового руху виступив католицький священник Алекс Дзанотеллі (італ. Alex Zanotelli). Активну участь в акції релігійних діячів і навіть розміщення райдужних прапорів в церквах викликало осуд з боку офіційного Ватикана, який, зокрема, був стурбований мимоволі зростаючій асоціації з гей-рухом і нью-ейджем.

## Прапор руху корінних народів Південної Америки

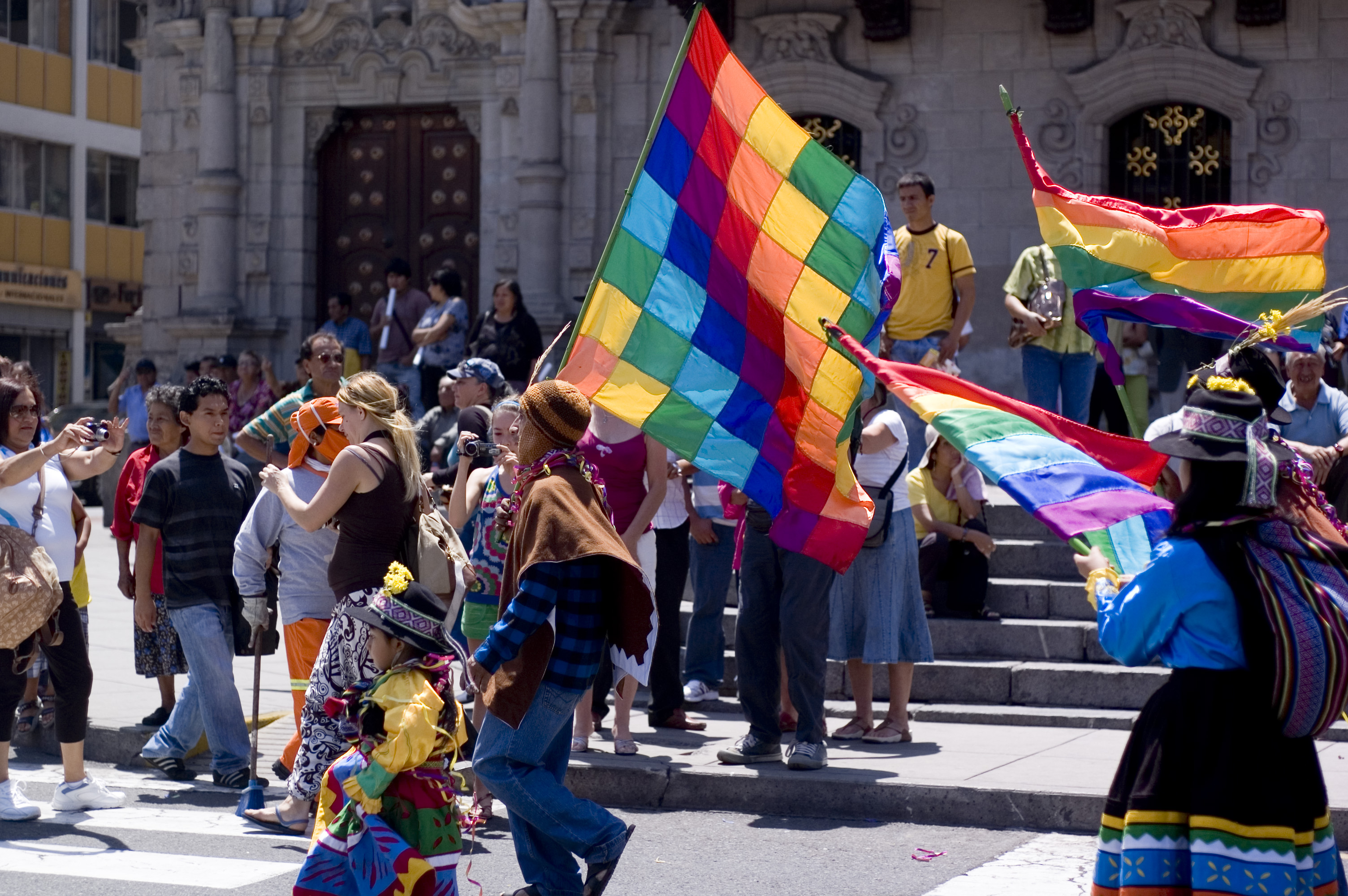
Прапор «Wiphala» на марші індіанців

За деякими джерелами, в Імперії Інків веселка була одним з уживаних символів. У 1970-х роках веселковий прапор став символом корінних народів Південної Америки в Болівії, Перу, Чилі і Еквадорі.
У 1978 році перуанське місто Куско прийняло семиколірний прапор із барвами веселки як власний офіційний символ. Останнім часом ведуться дискусії та суперечки стосовно виниклої плутанини офіційного прапора Куско із прапором ЛГБТ-спільноти.
Згідно із внесеними наприкінці 2009 року поправкам до Конституції Болівії Wiphala (мозаїчний веселковий прапор) став другим національним прапором, для того щоб підкреслити історичне коріння республіки.

## В Україні

Прайд-прапор Києва

Веселкові кольори — є офіційною емблемою і прапором Федерації дитячих організацій України, що символізує чисте, життєрадісне, щасливе дитинство, незалежність ФДО України від будь-яких політичних партій та рухів. Цей символ був запропонований у 1990 році самими дітьми, котрі брали участь у дебатах щодо створення та діяльності СПОУ. Всі протиріччя, негаразди та проблеми у них асоціювалися з грозою, а перемога правдивої думки, потрібної справи — з веселкою, яка з'являється на небі після дощу і сповіщає про прихід погожої днини. Всім дітям прагнеться романтики, чогось небуденного, неординарного, світлого, і тому виник задум обрати основним символом веселку, а її кольори ввійшли до інших атрибутів ФДО України. Прапор — символ честі і згуртованості, символ вірності Батьківщині, ідеалам добра і справедливості, справі своєї організації. ФДО України має свій прапор (семиколірний, веселковий), стяг (жовто-блакитний з текстом: жовте полотно — Федерація дитячих організацій України; блакитне полотно — «За Батьківщину, добро і справедливість»).
В Україні українські ЛГБТ-активісти та їх прихильники неодноразово проводили Веселковий флешмоб, запускаючи різнокольорові кульки з прапором у небо і таким демонструючи Веселковий прапор усьому своєму місту. Водночас, у Києві під гомофобними гаслами 27 жовтня 2013 року організація «Батьківський комітет України» провела акцію протесту біля кінотеатру «Жовтень», де проходила програма показів ЛГБТ-фільмів «Сонячний зайчик», що входить до офіційної програми показів Кінофестивалю «Молодість», привселюдно спаливши Веселковий прапор.

## У Росії
В Росії веселка присутня на прапорах міст Радужний у Владимирській, Московській областях і Ханти-Мансійському окрузі, на прапорі партії «Патріоти Росії». Прапор Єврейської автономної області являє собою біле прямокутне полотнище, по горизонтальній осі якого розташована кольорова смуга веселки, що складається з семи вузьких горизонтальних смужок: червоної, помаранчевої, жовтої, зеленої, блакитний, синій і фіолетовою. Прапор автономної області навіть перевіряли на предмет «пропаганди гомосексуалізму». Веселковий прапор був обраним прапором заснованої К. Н. Боровим «Партії економічної свободи», що послужило причиною подальших конфузів (його плутали з «гей-прапором»).
Мотив веселки присутній на логотипах ЛГБТ-організацій Росії, наприклад, Російської ЛГБТ-мережі, Виходу, Рівноправ'я, LaSky, кінофестивалю «Бок-о-бок», Московського гей-прайду. 2011 року депутат парламенту Санкт-Петербурга Олена Бабич звинуватила людей, що використовують зображення веселки, у «пропаганді гомосексуалізму» і загрозі вимирання російської нації. Принагідно зауважити, що геїв за часів нацистської Німеччини також звинувачували у «вимиранні німецької нації» й відсилали їх у табори смерті.
|                                      |                                 |                                       |                                                                     |
| Прапор Єврейської автономної області | Логотип Московського гей-прайду | Веселковий флешмоб в Санкт-Петербурзі | Московські Тріумфальні ворота в дні Санкт-Петербурзького гей-прайду |